# 何星文
何星文，浙江會稽人，清朝政治人物。貢生出身。
嘉慶十九年，接替李奕賡。擔任江蘇荆溪縣知縣署。后由诸葛蓉接任。曾于1813年接替吴桓任宝山县知县一职，1813年由周虎拜接任。